# Because I Love It
Because I Love It är det tredje studioalbumet av den amerikanska R&B-sångerskan Amerie, utgivet i Europa den 14 maj 2007. I USA utgavs skivan den 30 september 2008 på grund av det stormiga läget hos Columbia Records efter att Rick Rubin blivit ny chef för bolaget. Följaktligen hade skivan aldrig någon kommersiell release i Ameries hemland och misslyckades därför med att ta sig in på några musiklistor. All planerad marknadsföring för Because I Love It uteblev vilket resulterade i endast två singelsläpp, "Take Control" och "Gotta Work" vilka båda presterade mediokert på singellistorna. Planerade singlar som "Crush" och "That's What U R" ställdes också helt eller delvis in av samma anledning. 
Ameries tredje studioalbum fick ett ytterst positivt mottagande. Albumet har trots minimal marknadsföring sålt 250 000 exemplar internationellt.

## Innehållsförteckning
| Nr  | Titel                  | Kompositör | Producenter           | Längd |
| --- | ---------------------- | --- | --------------------- | ----- |
| 1.  | Forecast (Intro)       | |                       | 1:10  |
| 2.  | Hate2LoveU             | George Brown, Ronald Bell, Claydes Smith, Robert Mickens, Richard Westfield, Dennis Thomas, Robert Bell, Gene Redd, Woodrow Sparrow, The Clutch | One Up                | 3:11  |
| 3.  | Some Like It           | Malcolm McLaren, Anne Dudley, Lenvert Nicholson                                                                                                 | Amerie, Len Nicholson | 2:56  |
| 4.  | Make Me Believe        | Curtis Mayfield | Amerie, Len Nicholson | 3:22  |
| 5.  | Take Control           | Daryl Hall, John Oates, Sara Allen, Cee-Lo Green, Mike Caren, Tom Zé, Waldez                                                                    | Mike Caren            | 3:42  |
| 6.  | Gotta Work             | Isaac Hayes, David Porter, Loren Hill, Rich Shelton, Kevin Veney                                                                                | One Up                | 3:10  |
| 7.  | Crush                  | Makeda Davis, Simon Johnson, Andre Gonzales | The Buchanans         | 3:39  |
| 8.  | Crazy Wonderful        | Johnson, Gonzales | The Buchanans         | 3:48  |
| 9.  | That's What U R        | Derrick Braxton, Chris Paultrie | Chris & Drop          | 3:36  |
| 10. | When Loving U Was Easy | Curtis Richardson | Curtis Richardson     | 3:21  |
| 11. | Paint Me Over          | Roosevelt Harrell, Willie Hutch | Bink!                 | 4:12  |
| 12. | Somebody Up There      | Bryan-Michael Cox | Bryan-Michael Cox     | 4:45  |
| 13. | All Roads              | Alan Bergman, Marilyn Bergman, Richardson, Michel Legrand                                                                                       | Curtis Richardson     | 3:08  |

| 14. | 1 Thing                                                        | Rich Harrison, Stanley Walden | Rich Harrison | 3:59 |
| 15. | Losing U                                                       | Khaled Hadj Brahim            | Kore & Bellek | 3:26 |
| 16. | Take Control (Remix) (featuring Se7en) (East Asia Bonus track) |                               |               | 3:43 |
| 17. | Streets Alone                                                  |                               | Chris & Drop  | 4:17 |

## Listor
| Lista (2007)                                             | Topposition |
| -------------------------------------------------------- | ----------- |
| Europas European Top 100 Albums                          | 56          |
| Frankrikes Syndicat National de l'Édition Phonographique | 159         |
| Irlands singellista                                      | 65          |
| Japanska Oricon                                          | 13          |
| Schweiz singellista                                      | 42          |
| Storbritanniens UK Albums Chart                          | 17          |